# Kopřiva dvoudomá
Kopřiva dvoudomá (Urtica dioica) je v Česku nejznámější a nejrozšířenější zástupce rodu kopřiva. Ve střední Evropě je v současné době vnímána jako expandující druh. Je ale také široce využívána jakožto léčivá bylina či jako důležitá část potravy kachňat či housat při malochovu této drůbeže. V České republice se kromě ní běžně vyskytuje ještě její menší a méně nápadná příbuzná kopřiva žahavka.

## Synonyma
- Urtica major, Kanitz 1862

## Rozšíření
Přirozeně se vyskytuje na severní polokouli, jakožto invazní druh se šíří v Jižní Americe. V České republice je rozšířena po celém území a ve všech výškových stupních. V současné době se velice šíří a vytváří husté vysoké porosty.

## Vzhled

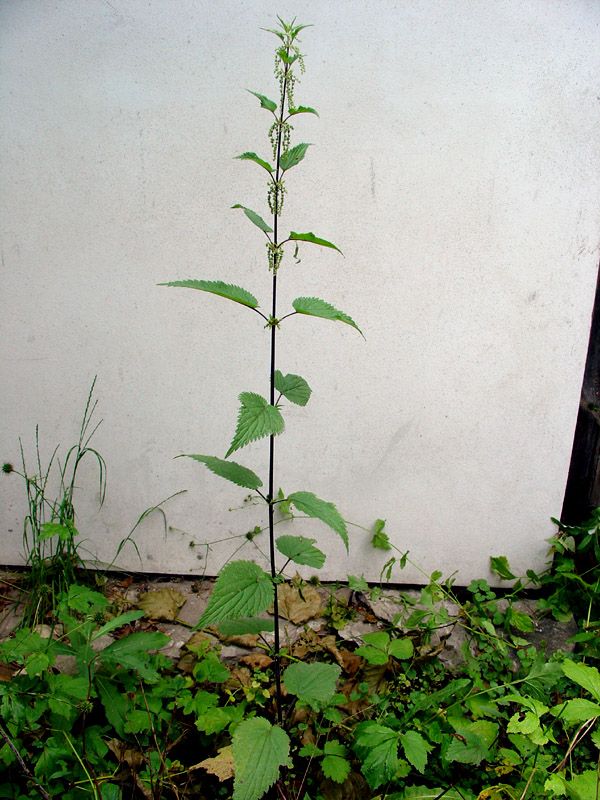
Kopřiva dvoudomá

Statná, vytrvalá dvoudomá bylina dorůstající výšky 50–150 cm, výjimečně až 2 metrů. Lodyhy jsou přímé, nevětvené (pouze u vyšších rostlin se však v horní polovině mohou větvit). V zemi vytváří plazivý žlutavý oddenek. Listy jsou řapíkaté, široce vejčité až kopinaté, špičaté a pilově zubaté. Kvete od června do října. Samčí květenství jsou latovitá, přímá a převislá, samičí klasovitá nebo hroznovitá a kratší, během květu přímá, odkvetlá nicí. Okvětí je zelenavé. Květy jsou jednopohlavné, zpravidla dvoudomé, výjimečně se vyskytují jednodomá uspořádání, v tom případě bývají květenství většinou jednopohlavná. Plodem jsou vejčité nažky. Celá rostlina je pokryta žahavými chlupy. Dříve se mělo za to, že tyto žahavé chlupy obsahují kyselinu mravenčí, poslední výzkumy ale ukazují, že je to směs tří chemikálií – histaminu na podráždění kůže, acetylcholinu na vyvolání pocitu pálení a serotoninu na zvýšení účinků dvou předchozích látek.
Předchozí stručný popis nemůže být vyčerpávající už proto, že jde o velice proměnlivý druh nabývající mnoha rozličných forem. Díky tomu existuji samozřejmě i popisy mnoha vnitrodruhových taxonů na bázi poddruhů a variet, ovšem jejich hodnota je často značně pochybná.

## Stanoviště a ekologie

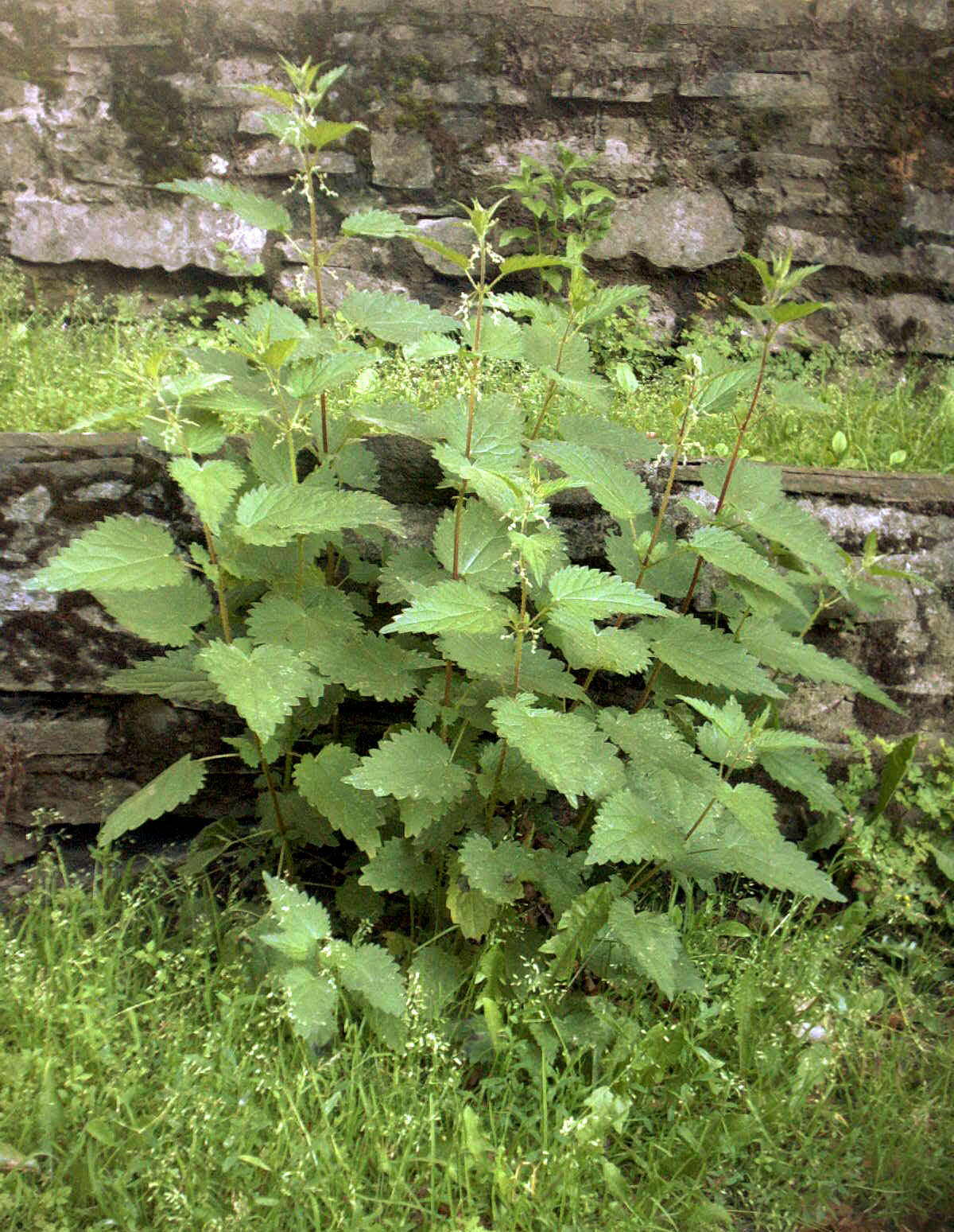
Kopřiva dvoudomá

Kopřiva dvoudomá je nitrofilní druh, který hojně roste na rumištích, v pobřežních porostech, v příkopech podél cest, lužních či vlhkých suťových lesích a okolo plotů od nížin až do hor. Kopřiva je ovšem vnímána též jako nevítaný plevel na zahrádkách, na loukách poblíž chat a chalup či v příkopech. Pravidelný pokos ji ale celkem spolehlivě potlačuje.

## Motýli
Kopřiva je živnou rostlinou pro housenky např. babočky kopřivové, babočky paví oko, babočky síťkované, babočky bílé C či babočky admirál.

## Obsah látek
Sbírá se list (Folia urticae) nebo nať (Herba urticae), někdy i oddenek (Radix urticae) či květ (Flos urticae). Drogu je možné sbírat od jara do září, nejlépe ale pouze od jara do konce května, kdy bývá nejúčinnější. Suší se co možná nejrychleji ve stínu, při umělém sušení by teplota neměla přesáhnout 50 °C.
Listy obsahují množství chlorofylu (až 1 %), asi 15 % minerálních látek, z nichž důležitý je zejména hořčík, dále karotenoidy, flavonoidy, organické kyseliny, již výše uvedené aminy, acetylcholin (asi 1 %), histamin (asi 0,5 %) a serotonin (asi 0,02 %), sacharidy (např. arabinózu, galaktózu, glukózu, manózu), vitamíny (např. B2 a zejména v mladých listech vitamín C), aminokyseliny, glukoniny (snižují hladinu krevního cukru), třísloviny (které „zastavují krvácení“), fytoncidy, kyseliny šťavelovou, mravenčí, octovou, pantotenovou (B6), křemičitou [zdroj?] (která má zřejmě močopudné účinky) a další látky.

## Využití

### Oblast léčitelství

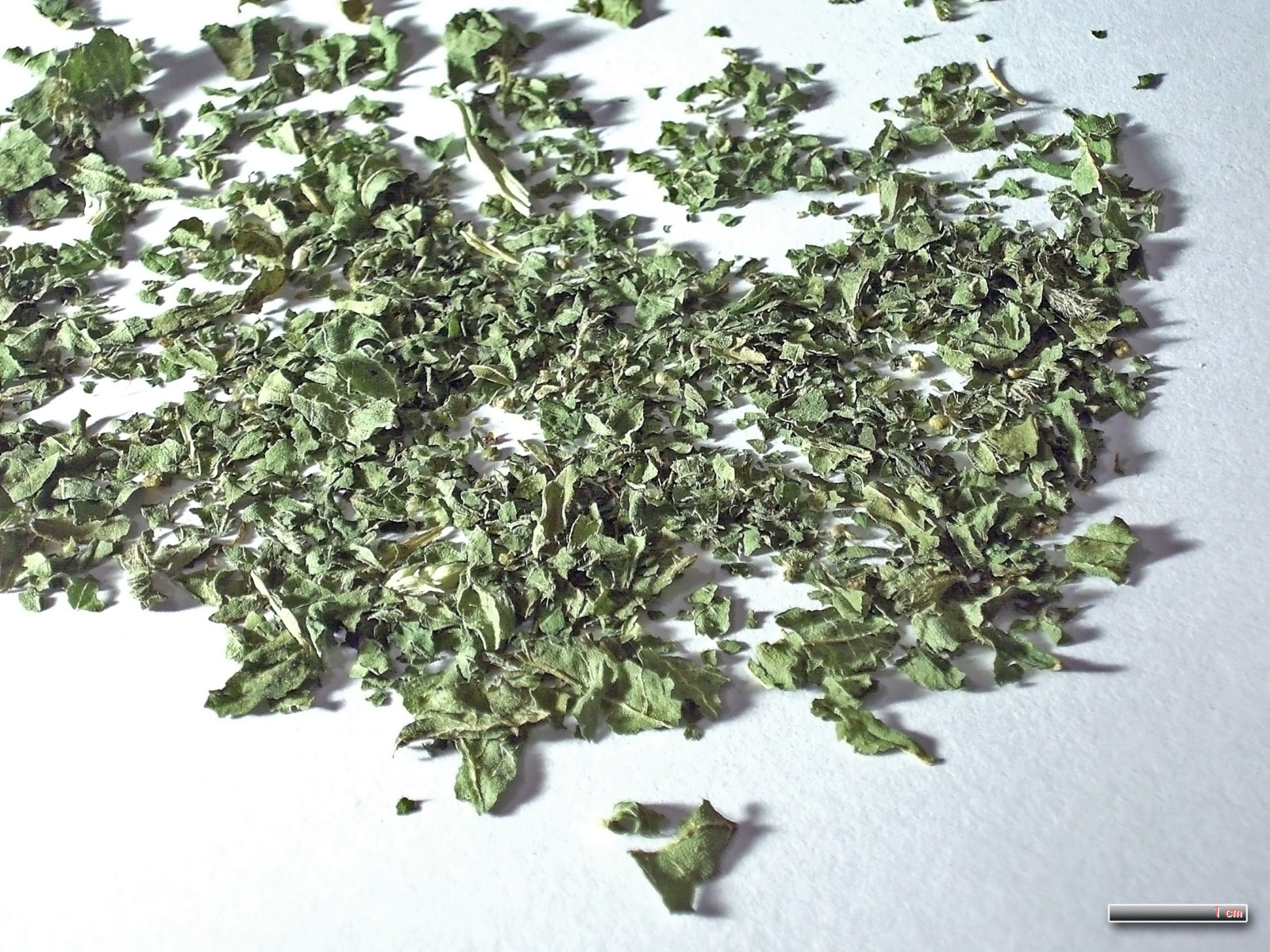
Sušené listy kopřivy

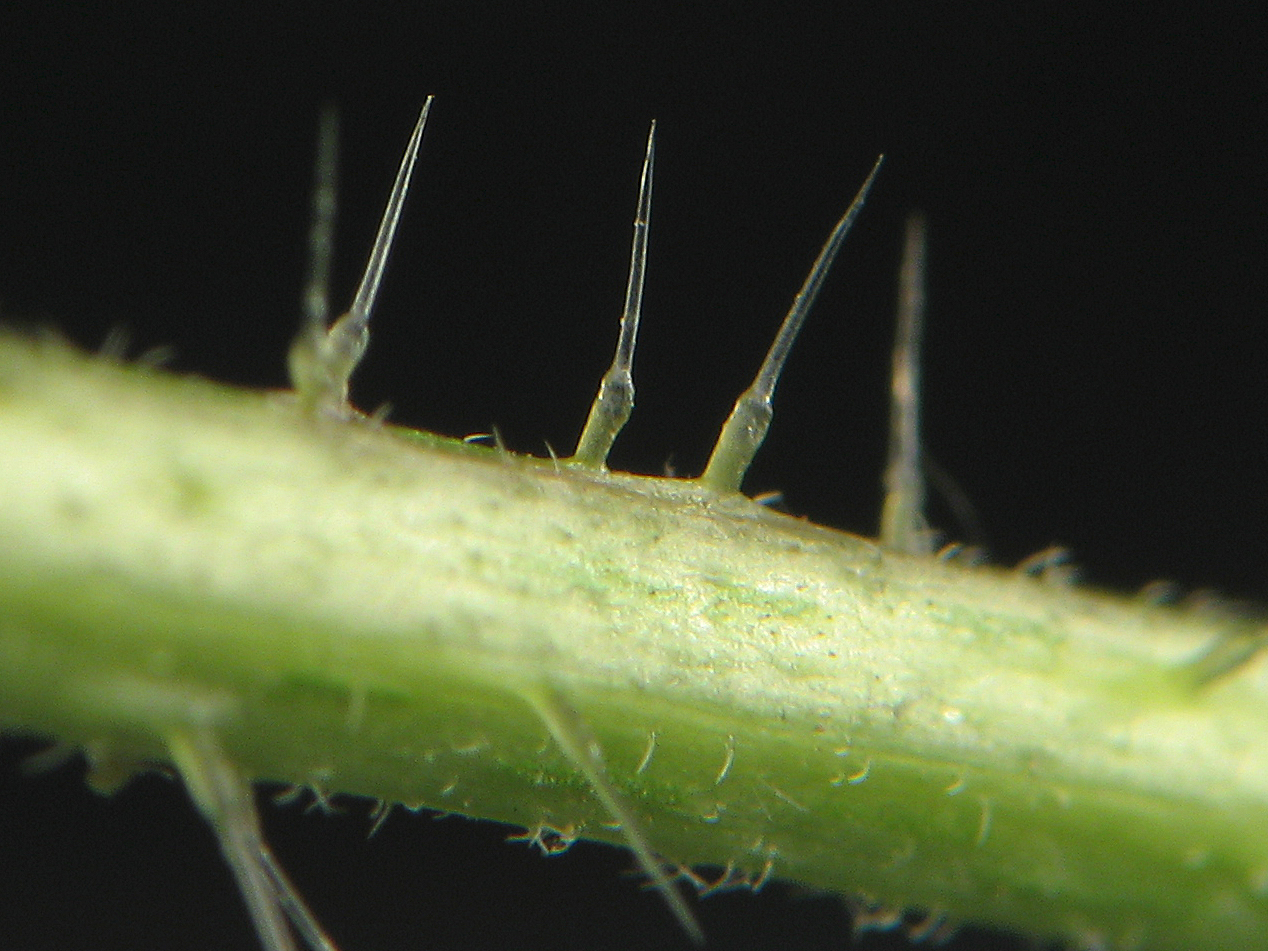
Žahavé chlupy kopřivy (trichomy)

Kopřiva dvoudomá je sbírána jako léčivá rostlina. Sbírá se list, používá se čerstvý nebo sušený. Říká se, že účinné látky obsahuje jen kopřiva sklizená do 15. května.[zdroj?] Použití kopřivy v léčitelství je velmi rozmanité: Chlorofyl působí povzbudivě na metabolismus a zároveň působí proti chudokrevnosti, dále působí jako antirevmatikum, protizánětlivě, dezodoračně a urychluje hojení ran. Kopřivová droga také účinkuje jako kardiotonikum, antidiabetikum (při lehčích formách cukrovky, kdy ještě není nutné píchat si inzulín), antivirově (zejména proti virům chřipky), podporuje činnost slinivky a vaječníků, pomáhá při bronchiálním astmatu, působí močopudně, zastavuje krvácení, zlepšuje prokrvení vnitřních orgánů, osvědčila se i při chorobách jater, žlučníku a ledvin i jako prostředek podporující tvorbu mateřského mléka, kořene se užívá zejména zevně proti vypadávání vlasů (hrst kopřivových kořenů se 10 minut vaří v 0,5 l vinného octa a takto získaný odvar se denně vtírá do pokožky hlavy), samčí květy údajně zvyšují plodnost mužů.[zdroj?]
Kopřiva se nejčastěji podává ve formě odvaru nebo nálevu (1 čajová lžička drogy na šálek vody, podává se 3× denně). Kopřivový čaj pomáhá k celkovému pročištění organismu, posiluje cévní systém a pomáhá proti revmatickým bolestem. Čerstvá vylisovaná šťáva z mladých kopřiv pročistí krev a zbavuje stresu. Dva šálky mladých kopřiv rozmixujeme v malém množství vody a přefiltrujeme. Užívají se tři týdny dvě lžíce denně.
Za mírně toxické jsou považovány čerstvé rostliny, které způsobují na pokožce pálení a puchýřky, šťáva z rostlin může způsobovat průjmy. Sušením nebo varem se však toxické látky ničí a kopřivu lze pak podávat i dlouhodobě a bez jakýchkoliv kontraindikací.[zdroj?]

### Gastronomie
Jako důležité obohacení potravy se čerstvě nasekané listy kopřivy přidávají do potravy drůbeži a je doporučována ke konzumaci lidem, považována je za doplněk mezi kořením a zeleninou. Je vhodná k výrobě špenátu, k okořenění jarní polévky. Přidává se též do nádivky či jako příloha k masu.
Existují také kopřivová piva.

### Jiné využití
Je považována za přadnou rostlinu, kopřivová vlákna jsou ovšem podřadné kvality. Kopřivový extrakt se přidává do průmyslově vyráběných šamponů, v domácích podmínkách lze vyrobit šampon z listů nebo kořene kopřiv.

## Galerie
- Kopřiva dvoudomá v přírodě
- List kopřivy dvoudomé